# Ebenheid
Ebenheid ist ein Stadtteil von Freudenberg im Main-Tauber-Kreis in Baden-Württemberg.

## Geographie

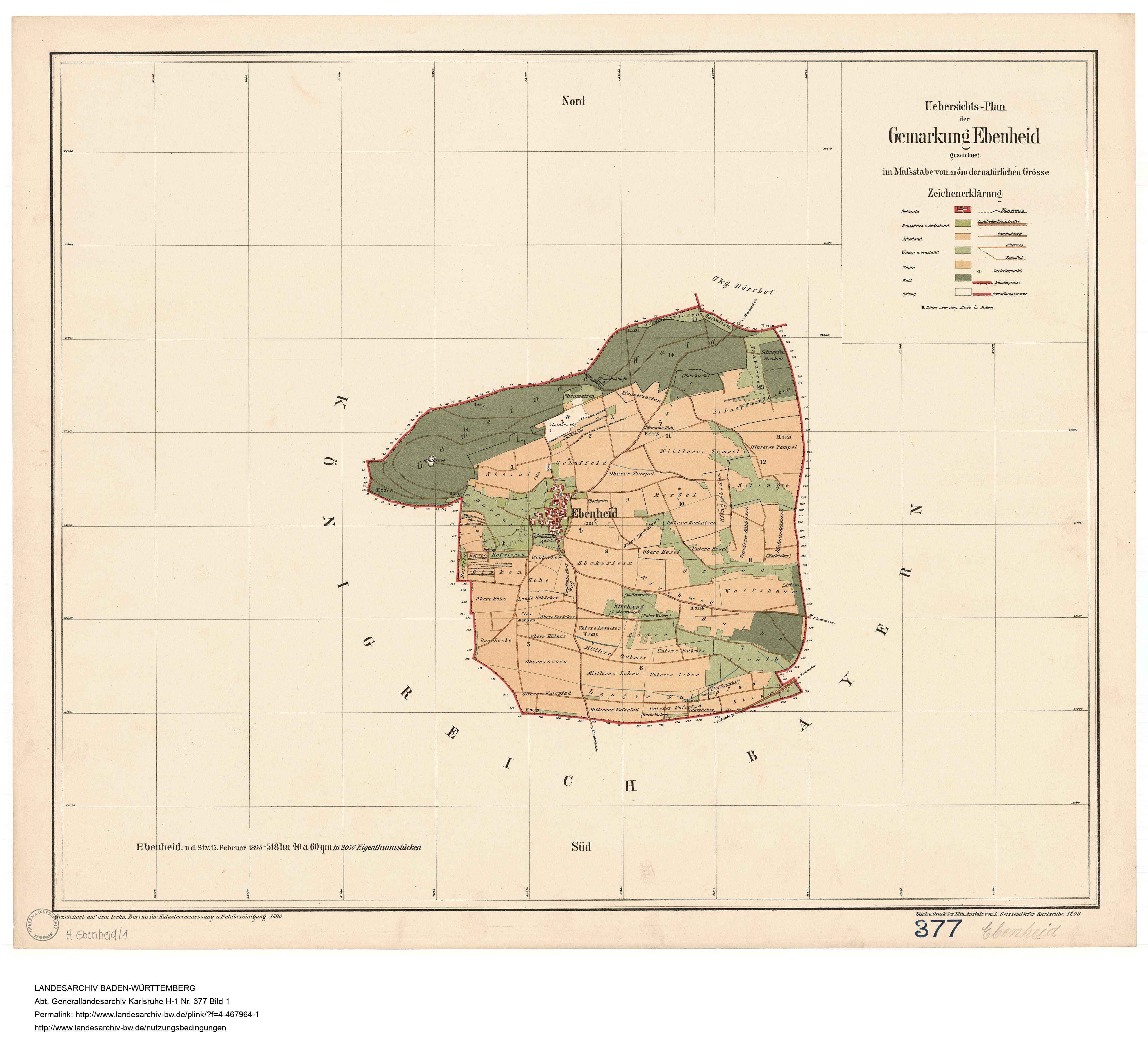
Gemarkung von Ebenheid, 1896

Zur Gemarkung der ehemaligen Gemeinde Ebenheid gehört neben dem Dorf Ebenheid (⊙) kein weiterer Wohnplatz. Das Dorf liegt inmitten einer auf dem Oberen Buntsandstein aufgewehten Lößinsel. Im Westen besteht seit 1962 ein Neubaugebiet im Gewann Wehtäcker.

## Geschichte

### Mittelalter
Im Jahre 1294 wurde der Ort erstmals urkundlich als Ebenothe erwähnt. Der Wortstamm bezieht sich auf eine Ebene im geographischen Sinne, also eine Landschaft ohne größere Erhebungen. Es handelt sich um eine hochmittelalterliche Rodungssiedlung, die wohl von Südosten her angelegt wurde. Der Ort gehörte ursprünglich zur Zehnt Külsheim und die Ortsherrschaft lag bei den Grafen von Wertheim, welche im Jahre 1294 ihre Güter an das Kloster Bronnbach verkauften. 1312 bewegten die Grafen von Wertheim ihren Lehnsmann Gerhard Kottbus zum Verzicht auf Ebenheid. Seit 1317 war der Deutsche Orden Grundherr. Im Jahre 1329 wurde auch das Straßengericht den Bronnbacher Zisterziensern überlassen. Seit 1423 gehörte das Dorf zum Amt Freudenberg.

### Neuzeit
Ab 1534 nahm die Grafschaft Wertheimer ihre Herrschaftsrechte wieder in Anspruch. 1556 wurde Ebenheid durch die Grafschaft Wertheim als würzburgisches Lehen anerkannt. 1585/1612 setzte der Würzburger Bischof Julius den Heimfall von Ebenheid an das Hochstift Würzburg durch, womit der Ort von nun an die Geschichte Freudenbergs teilte. Das Kloster Bronnbach bemühte sich anschließend vergeblich um die Wiederherstellung seiner Gerechtsame.
1803 fiel der Ort im Zuge der Säkularisation gemeinsam mit dem Würzburger Amt Freudenberg durch den Reichsdeputationshauptschluss vom Bistum Würzburg an die Löwenstein-Wertheim-Virneburg, bevor er im Jahre 1806 durch die Bestimmung der Rheinbundakte badisch wurde. Bis 1938 gehörte Ebenheid zum Bezirksamt Wertheim, danach zum Landkreis Tauberbischofsheim und seit dem 1. Januar 1973 zum Main-Tauber-Kreis.
Ebenheid wurde am 1. Januar 1972 gemeinsam mit Boxtal und Wessental in die Stadt Freudenberg eingemeindet.

## Religion
Ebenheid gehörte ursprünglich zur Pfarrei Nassig. Durch die Gegenreformation gelangte der Ort im 17. Jahrhundert zu Freudenberg. Ab 1865 gehörte der Ort kirchlich zu Rauenberg und seit 1905 als Filialgemeinde zu dessen Pfarrei. Die evangelischen Gläubigen gehören heute wieder zu Nassig.

## Kultur und Sehenswürdigkeiten

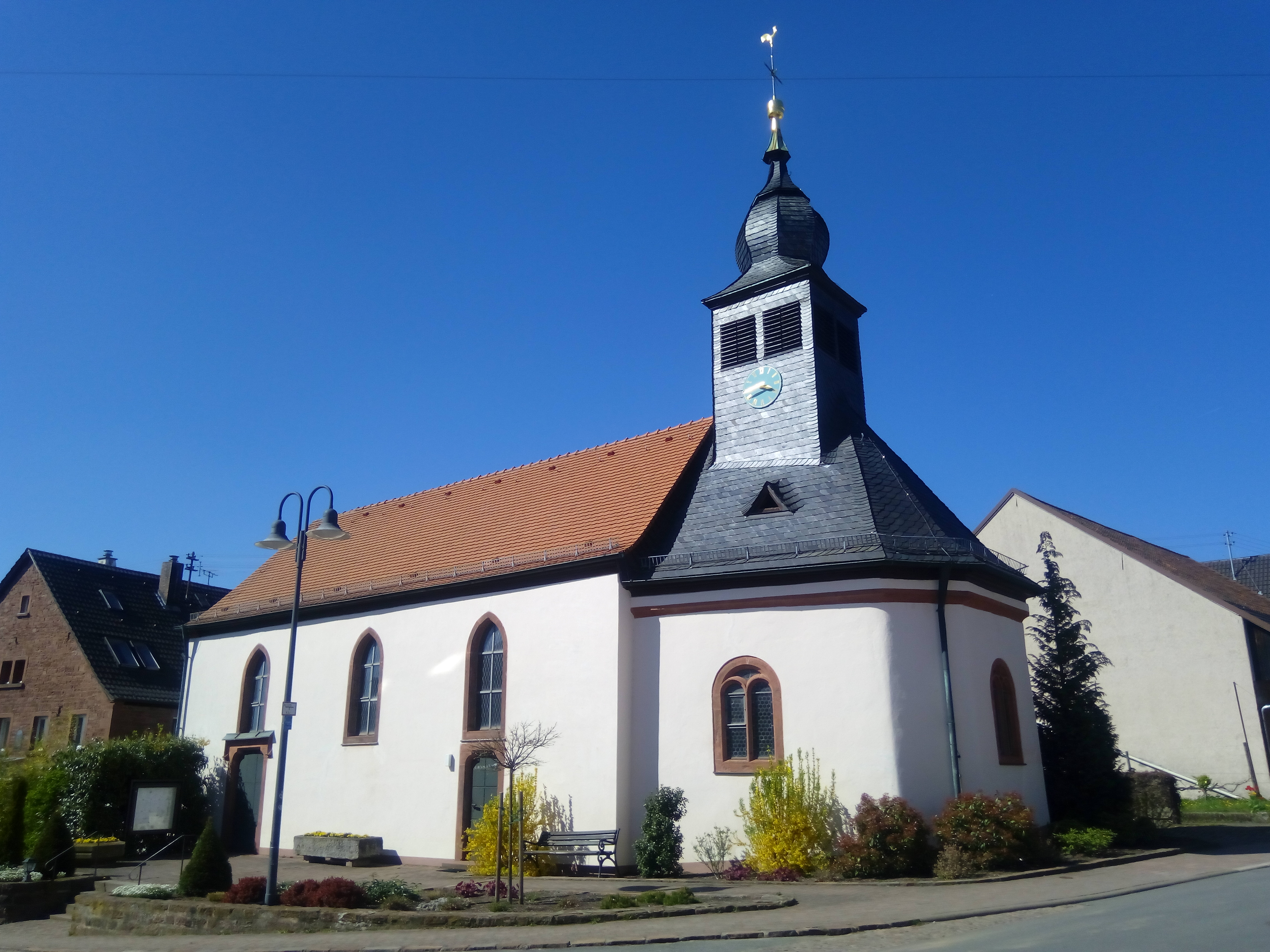
St. Leonhard in Ebenheid

### Filialkirche St. Leonhard
Die katholische Filialkirche St. Leonhard befindet sich im Ort. Die Leonhardskirche ist eine Filialgemeinde der katholischen Kirchengemeinde Rauenberg. Es handelt sich um eine gotische Kapelle mit Chorturm, die im Jahre 1800 erneuert wurde.

## Verkehr
Ebenheid ist sowohl aus südlicher als auch aus nordöstlicher Richtung über die K 2831 (im Ortsbereich auch Odenwaldstraße genannt) zu erreichen.